# Бельские (польская шляхта)
Бельские (пол. Bielski), Бильские — польский шляхетский и русский дворянский род.

## Происхождение
Дворянский род Бельских происходит из Волыни.
Родоначальником русского дворянского рода стал польский шляхтич Станислав Бельский, в конце XV века выехавший из Польши в Московское государство.
Однородцами является дворянский род Скуратовых (в их родословной записаны Бельские), правнук родоначальника Станислава Бельского — Лукьян Афанасьевич — носил прозвание «Скурат» и был отцом видного опричника Малюты Скуратова, а его дочь Мария Скуратова, будучи женой Бориса Годунова, являлась русской царицей с 1598 года до своей смерти в 1605 году.

## XVI век
Богдан Яковлевич Бельский, будучи оружничим Ивана IV Васильевича Грозного, в последние 30 лет его правления пользовался неограниченным доверием царя. В дальнейшем был окольничим, другом и наперсником при Борисе Годунове, от которого впоследствии претерпел гонения, также был боярином Лжедмитрия I, убит в 1610 году восставшими, будучи воеводой в Казани.
Герасим Иванович Бельский находился есаулом в казанском походе 1544 года.
Иван Васильевич находился воеводой в полоцком походе 1551 года.
В 1573 году опричниками Ивана Грозного числились: Малюта Скуратов, Богдан Сидорович, Иван и Никита Горчаковичи, Казарин и Булгак Даниловичи, Меньшик Зубатого, Афанасий Васильевич, Степан Ашеметович, Верига Третьякович, Григорий и Давид Неждановичи, Иван Богданович.[значимость факта?]
Посник Андреевич Бельский был воеводой в Кетске в 1599 году.
Афанасий Бельский, будучи воеводой в Ивангороде во время войны со шведами, 17 сентября 1581 года сдал Ивангород, за что был пожалован шведским дворянством. Его потомки, известные до конца XIX века в остзейских губерниях, писались Бильскими.
Род пользовался двумя польскими гербами: герб Елита и герб Ясенчик.

## Известные представители
- Бельский Постник Андреевич — письменный голова и воевода в Тобольске в 1603—1605 годах, воевода в Кетском остроге в 1605 году и в Кайгородке в 1617—1619 годах.
- Бельский Богдан Постник — стольник в 1625 году, московский дворянин в 1627—1658 годах, воевода в Рузе в 1653 году.
- Бельский Иван Постник — стряпчий с платьем в 1625—1636 годах, московский дворянин в 1636—1640 годах.
- Бельский Сергей Иванович — патриарший стольник в 1625 году, московский дворянин в 1636—1677 годах.
- Бельский Юрий Юрьевич — воевода в Гороховце в 1636—1637 годах.
- Бельский Григорий Степанович — московский дворянин в 1636 году.
- Бельский Богдан — воевода в Рузе в 1653 году.
- Бельский Михаил Юрьевич и Павел Юрьевич — стряпчие в 1678—1692 годах.
- Бельский Андрей Фёдорович — стольник в 1680 году[7][8].